# Dragoljub Fatić
Dragoljub Fatić (rođen 14.12.1962. godine u Nikšiću) je bivši crnogorski karatista i karate trener i funkcioner KSCG i KFB

## Biografija
U Nikšiću je završio osnovnu i srednju ekonomsku školu a 2004. diplomirao je na Višoj trenerskoj školi u Beogradu, a 2010. na Visokoj školi za sport u Beogradu kao diplomirani karate trener.

## Profesionalna karijera

### Aktivni karatista
Karateom je počeo da se bavi 1978. godine u Karate klubu Nikšić u Nikšiću. Član reprezentacije SFRJ postao je 1986. godine i nastupao u meču Jugoslavija-Francuska. Kroz svoju sportsku karijeru nastupao je za: KK "Nikšić", KK "Budućnost" i KK "Ktitor". 
Od 1988. do 1996. nastupa na evropskim i svjetskim prvenstvima braneći boje SFRJ, odnosno SRJ. Nosilac je crnog pojasa 6. dan.

### Karate trener
Od 1998. do 2001. godine bio je selektor juniorske reprezentacije SRJ, trener seniorske reprezentacije SRJ, odnosno SCG .Funkciju Predsjednik Karate saveza Crne Gore obavlja od 2004-2006.godine. Selektor seniorske i juniorske karate reprezentacije Crne Gore je bio od 2006-2014. Direktor  reprezentacije Crne Gore od 2014-2021,kao i Sportske direktor Karata federacije Balkana.
Osnivač i glavni  trenera  Karate klubu "Onogošt" je od njegovog osnivanja 1992.godine...

## Uspjesi i priznanja
- Državna prvenstva

Višestruki prvak Crne Gore u polusrednjoj kategoriji;
Prvak SFRJ-SRJ u polusrednjoj kategoriji: 1988, 1989, 1990, 1992,1993
Prvak SFRJ ekipno (liga)1982, 1986, 1988; SRJ - 1991, 1992, 1993, 1994;
- Evropska prvenstva

3. mjesto 1989. Podgorica
5. mjesto 1990. Beč-Austrija
5. mjesto 1993. Prag-Češka republika
- Svjetski kup

3. mjesto-ekipno 1995. Tokio -Japan
2. mjesto - ekipno otvoreno prvenstvo Tokio-Japana
- Prvenstva Mediterana

1. mjesto 1995. Bari-Italija
2. mjesto 1989. Alžir-Alžir
3. mjesto 1990. Monpelje-Francuska
- Balkanska prvenstva

1. mjesto 1996. Atina-Grčka
- Priznanja

10 sportista Crne Gore - 1988,1989.
10 sportista Nikšića- 1985, 1986, 1987, 1988, 1989.
10 sportista Podgorice - 1990, 1992, 1993.
Vidovdanska povelja - 2005.
Najuspješniji trener Nikšića - 
2000, 2002, 2007, 2009, 2011,2020, 2021
Status-Vrhunski sportista Crne Gore-2008.godine